# 罗珠 (1902年)
罗珠（1902年—1970年11月2日），又名罗瑞明、罗大明。广东顺德人。中共共产党早期领导人，香港工人运动领袖。

## 生平
罗珠出生于贫穷的手工业工人家庭。幼年时随做工的父亲在香港读小学、高等小学，因家贫而中途辍学。少年时起担任九龙船坞修理厂学徒，后当技术工人。1920年春加入香港华人机器会。同年4月参加全港5000余名机器工人反对无理开除工人举行的大罢工，获得胜利。1922年1月，参加香港10万名各业工人支持海员罢工的大罢工，被选为香港华人机器会委员。1922年5月1日，当选为代表，出席在广州举行的第一次全国劳动大会。此后转入广州石井兵工厂做工。同年冬中共党员杨殷到该厂开展丁人运动，他带头参加，成为秘密“十人团”的骨干。兵工厂工人俱乐部成立时被推选为负责人。
1924年夏，罗珠加入中国共产党。同年秋由中共广东区委派回香港开展工人运动。在九龙船坞联络熟悉的工友，成立秘密的工人俱乐部作为中共地下党外围组织，对外称“小社”，为负责人。经常组织工人阅读《向导》等刊物，对工人进行宣传讲演，组织工人团结进行争取切身利益的经济斗争。1925年初，成立中共香港支部，任委员。3月24日，参与领导发动香港数千工人举行追悼孙中山逝世大会，曾率领工人，同前来破坏的港英警察进行了搏斗。后返回广州，参加领导召开粤汉铁路职工代表大会，正式成立粤汉铁路总工会，被推选为委员长。上海五卅运动兴起后，发动香港机器业工人参加6月19日举行的省港大罢工，率罢工工友返回广州，被推选为香港机器工人联合会副委员长。6月23日，率领香港机器工人参加广州各界10万人的反帝大游行。组织香港青年机器工人参加省港罢工委员会工人纠察队，参加武装封锁香港。此外他作为机器业工会罢工代表，积极参加大罢工的各项活动，被称为罢工斗争中的“五虎将”（罗珠、彭松喜、陈权、沈润生、黄钊）之一。
1926年2月，罗珠再去香港，发动万余工人返回广州，加入省港大罢工行列。4月10日，领导成立香港金属业总工会，被推选为委员长。随后兼任香港总工会筹委会宣传部负责人，积极宣传联络百余个工会统一组织，于4月15日，成立香港总工会。5月，出席在广州召开的第三次全国劳动大会，被选为中华全国总工会候补执行委员。中共香港特支扩大为香港地方执行委员会后，罗珠仍担任委员。国民革命军开始北伐进军后，中共广东区委和中华全国总工会决定停止武装封锁香港。积极安排金属业工人返回香港复工，组织对失业工人的救济。此后领导粤汉铁路工人支持北伐军作战，抢运军用物资弹药。1927年4月，作为广东党组织推选代表之一，出席中国共产党第五次全国代表大会，当选为中央委员。6月出席在汉口召开的第四次全国劳动大会，被选为中华全国总工会执行委员。会后返回香港，传达中共五大和第四次全国劳大精神。
国共合作失败后，罗珠脱离中共组织，赴马来亚新加坡谋生，继续当机器工人。抗日战争胜利后，返回香港九龙船厂做工。1958年7月返回内地广州，在广东建筑工程专科学校实验工厂当工人。1962年，被调到广东建筑科学研究所任技工、钳工。1967年，曾被选为广东建筑科学研究所革命委员会委员。1970年7月被批准加入工会，随即退休。1970年11月2日，在广州因病逝世。